# Турићи (Травник)
Турићи је насељено место у Босни и Херцеговини у општини Травник. Административно припада Федерацији Босне и Херцеговине, односно њеном Средњобосанском кантону. Према попису становништва из 2013. у насељу је било 677 становника, а већинску популацију чинили су Бошњаци и Хрвати.

## Становништво
По последњем службеном попису становништва из 2013. године у овом насељу живело је 677 становника, а село је било етнички хетерогено са мешовитом хрватско-бошњачком популацијом.
| Националност | 2013. | 1991.        | 1981.        | 1971.        |
| Бошњаци      | —     | 411 (51,70%) | 399 (58,33%) | 313 (75,60%) |
| Хрвати       | —     | 374 (47,04%) | 280 (40,94%) | 101 (24,40%) |
| Срби         | —     | 1 (0,13%)    | 1 (0,15%)    | 0            |
| Југословени  | —     | 7 (0,88%)    | 4 (0,58%)    | 0            |
| остали       | —     | 2 (0,25%)    | 0            | 0            |
| Укупно       | 677   | 795          | 684          | 414          |